# Крайер, Яап
Яап Крайер (28 ноября 1913 года — 7 января 2004 года) — бывший голландский спринт каноист. Принимал участие в соревнованиях по гребле на байдарках и каноэ в 1930-х годах.

## Биография
Яап Крайер родился 28 ноября 1913 года в семье судостроителя. В семье было шестеро детей. Крайер сам изготовил байдарку и стал на ней тренироваться. В 1934 году он участвовал в чемпионате Европы по гребле на байдарках и каноэ.
В 1936 году принимал участие в соревнованиях по гребле на байдарках и каноэ на летних Олимпийских играх в Берлине.
Авария на одной из на тренировок в бассейне положила конец его спортивной карьере.
Оставив спорт, он работал дизайнером, бизнесменом. Под его руководством работала компания, созданная его отцом. Много судов было построено компанией для военно — морских сил Индонезии. Постепенно количество заказов компании снижалось. Крайер продал свою долю в компании и полностью посвятил себя своей работе дизайнером яхт. В 1964 году компания, переименованная в Scheepswerf De Beer, обанкротилась.
Крайер стал работать в Голландской ассоциации конструкторов яхт (NBJA), специализирущейся на проектировании небольших моторных и парусных яхт.

## Спортивные достижения
На летних Олимпийских играх в Берлине 1936 года завоевал бронзовую медаль в дисциплине К-1 1000.